# Loin de Médine
Loin de Médine est un roman de l'écrivaine algérienne Assia Djebar datant de 1991. L'histoire tourne autour d'un groupe de femmes contemporaines et du prophète de l'islam Mahomet. Une traduction anglaise de Dorothy S. Blair a été publiée par Quartet Books en 1994.

## Réception
Ziauddin Sardar a fait la critique du livre pour The Independent : « Far From Medina n'est pas seulement une œuvre d'une extraordinaire brillance, c'est aussi un livre important pour les musulmans. Son importance ne réside pas tant dans la synthèse créative de l'histoire authentique de l'Islam avec les outils de la fiction, mais dans la démonstration que les mêmes mots peuvent conduire deux individus tout aussi pieux et vertueux à des actions opposées. L'ijtihad d'Assia Djebar, sa nouvelle vision, fait respirer un air frais aux mots formateurs de l'Islam tout en braquant les projecteurs sur des régions jusqu'alors isolées de l'histoire islamique ».